# Communauté de communes du Cher à la Loire
Die Communauté de communes du Cher à la Loire ist ein ehemaliger französischer Gemeindeverband mit der Rechtsform einer Communauté de communes im Département Loir-et-Cher in der Region Centre-Val de Loire. Sie wurde am 21. Dezember 2000 gegründet und umfasste zuletzt acht Gemeinden. Der Verwaltungssitz befand sich im Ort Montrichard Val de Cher. Der Gemeindeverband war nach den beiden Flüssen Cher und Loire benannt.

## Historische Entwicklung
Per 1. Januar 2016 schlossen sich die Gemeinden Bourré und Montrichard zur Commune nouvelle Montrichard Val de Cher zusammen.
Mit Wirkung vom 1. Januar 2017 fusionierte der Gemeindeverband mit der Communauté de communes Val de Cher-Controis (vor 2017) und bildete so die Nachfolgeorganisation Communauté de communes Val de Cher-Controis. Trotz der Namensgleichheit handelt es sich um eine Neugründung mit anderer Rechtspersönlichkeit.

## Ehemalige Mitgliedsgemeinden
1. Chissay-en-Touraine
2. Faverolles-sur-Cher
3. Monthou-sur-Cher
4. Montrichard Val de Cher (C/N)
5. Pontlevoy
6. Saint-Georges-sur-Cher
7. Saint-Julien-de-Chédon
8. Vallières-les-Grandes